# FLCS
FLCS株式会社（FLCS、英文社名：FLCS CO., LTD.）は、東京都千代田区神田練塀町に本社を置く、日本のリース会社。ファイナンスで富士通製品の販売拡大を目的とし、1978年に設立された。2008年より東京センチュリーの連結子会社である。2022年4月1日付でFLCS株式会社に社名変更した。

## 概要
1978年、金融面から富士通製品の販売推進をサポートする目的で設立した、「情報機器リース株式会社」が前身企業。東京リース株式会社の持分法適用関連会社であったが、2008年に連結子会社化。その後、東京リースがセンチュリー・リーシング・システムと合併し、東京センチュリーリース（現：東京センチュリー）の連結子会社となった。

## 沿革
- 1978年3月 - 「情報機器リース株式会社」設立
- 1984年7月 - 「富士通リース株式会社」へ社名を変更
- 2002年3月 - 本社地区の「ISO14001」認証を取得
- 2008年7月 - 東京リース株式会社（現在の東京センチュリー）の連結子会社に移行
- 2008年10月 - 全社で「ISO/IEC27001:2005」認証を取得
- 2022年4月 - 「FLCS株式会社」へ社名を変更

## 不祥事
- 2019年春に神奈川県庁が富士通リース横浜支店から借りていた共有サーバーのハードディスクが交換時期を迎えたため、サーバーから取り外した上で初期化。富士通リースは処理会社のブロードリンクにデータを復元不可能な状態にするように依頼（丸投げ）をしたが、一部のハードディスクを同社のデータ消去作業担当者が勝手に持ち出し、18個をオークションサイトに出品。このうち、9個を落札した第三者が安全性を確かめるためにハードディスクを復元ソフトで確認したところ、神奈川県が作成した大量の公文書ファイルが保存されていたことが判明。自動車税の納税記録や県職員の業務記録など、大量の個人情報が外部に流出した[5][6]。この事が同年12月6日に朝日新聞のスクープ記事によって明らかとなり[5]、富士通リースは同日公式ホームページにて謝罪した[7]。

## 参考
1. 1 2 3 4 5 6  FLCS株式会社 第48期決算公告
2. ↑  東京センチュリーリース、国内関係会社のページ
3. ↑  東京センチュリーリース　平成21年3月期 決算短信（旧 東京リース株式会社分）
4. 1 2  “富士通リース株式会社との関係について”.   富士通株式会社（2019年12月6日作成）. 2019年12月8日時点のオリジナルよりアーカイブ。2019年12月10日閲覧。
5. 1 2  “【独自】行政文書が大量流出 納税記録などのHDD転売”.   朝日新聞（2019年12月6日作成）. 2019年12月7日閲覧。
6. ↑  “廃棄業者社員を逮捕 神奈川県の情報流出、別のHDD盗んだ疑い 警視庁”.   産経新聞（2019年12月7日作成）. 2019年12月7日閲覧。
7. ↑  “業務委託先からのハードディスク（HDD）流出について”.   富士通リース株式会社（2019年12月6日作成）. 2019年12月6日時点のオリジナルよりアーカイブ。2019年12月7日閲覧。